# Алессандро Туркі
Алессандро Туркі, на прізвисько Моргун (L'Orbetto) (італ. Alessandro Turchi; 1578, Верона — 22 січня 1649, Рим) — італійський художник епохи раннього бароко.

## Життя і творчість
Був учнем веронского художника — маньєриста Феліче Брузазорчі (1539—1605). У 1603 році почав працювати самостійно. У 1610 році написав вівтарну картину для веронської церкви Св. Луки, в 1612 отримав замовлення від Веронської гільдії ювелірів на іншу вівтарну картину — «Мадонна і святі» (нині втрачена). Після цього покинув майстерню Брузазорчі і поїхав в Венецію. У 1616 році переїхав до Риму, брав участь у створенні фресок в Квірінальському палаці і написав полотно «Христос, Магдалина і ангел» для кардинала Сципіон Каффареллі-Боргезе (нині — в галереї Боргезе). У Римі його живопис перебував під впливом творчості Карраччі, Караваджо та Гвідо Рені, при цьому художник пом'якшував гру світлих і темних тонів римських майстрів, переробляючи їх в дусі вивченої ним венеціанської школи живопису.
У 1619 році написав вівтарне полотно «Сорок мучеників» для каплиці церкви Санто-Стефано в Вероні. Потім виконав ще ряд замовлень з релігійної тематики для римських церков («Втеча до Єгипту», «Святе сімейство», «Св. Карло Борромеус»). Для графа Джанджакомо Джусті написав у 1620 році алегоричну картину «Меркурій і Афіна Паллада», а потім ще три полотна. У 1621 створив для французького кардинала Франсуа де Сурдіса картину «Воскресіння Христа» (нині в кафедральному соборі Бордо). У тому ж році закінчив картини «Св. Карло Борромео» та «Богородиця у Славі» для римської церкви Сан-Сальваторе.
У 1637 році за підтримки кардинала Франческо Барберіні став президентом римської художньої академії ді Сан-Лука, в 1638 році вступив в папську Академію віртуозів (Accademia dei Virtuosi). Створював свої живописні твори як на полотні, так і на інших матеріалах — на мармурі, штукатурці, кераміці. Його картини придбала низка колекціонерів-багатіїв і князів церкви, серед них кардинали Рішельє та Мазаріні, король Франції Людовик XIV і штатгальтер Нідерландів Вільгельм III Оранський.
Сестра Алессандро Туркі була дружиною художника Гіацинта Джиміньяні .

## Галерея

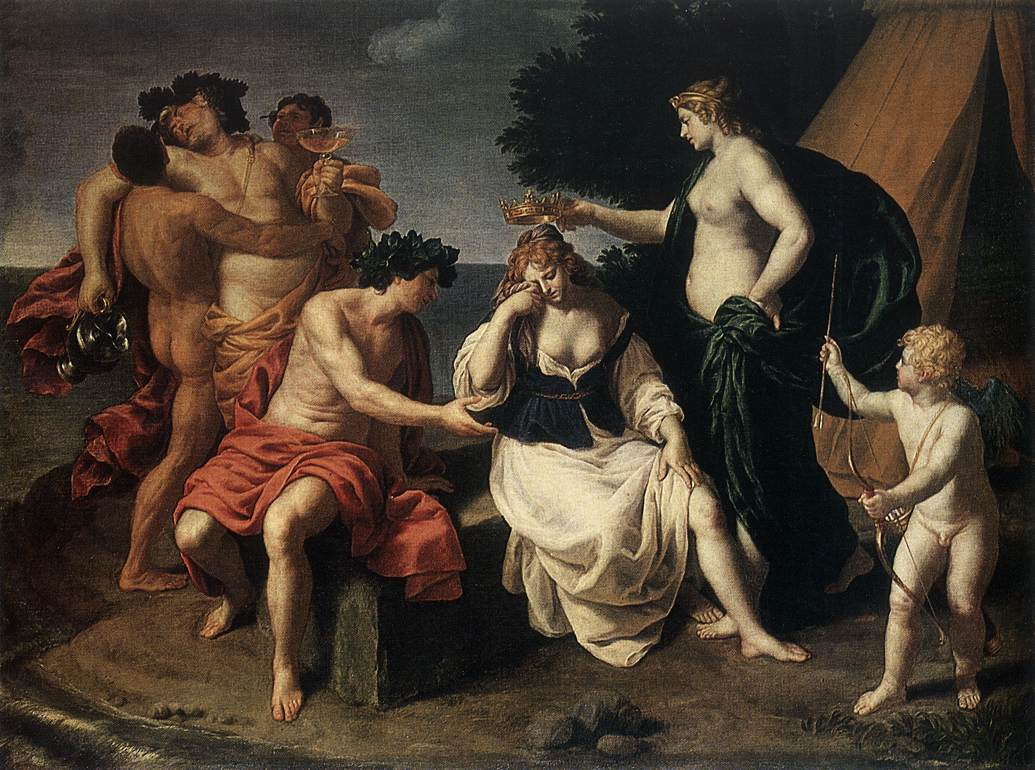
Бахус і Аріадна
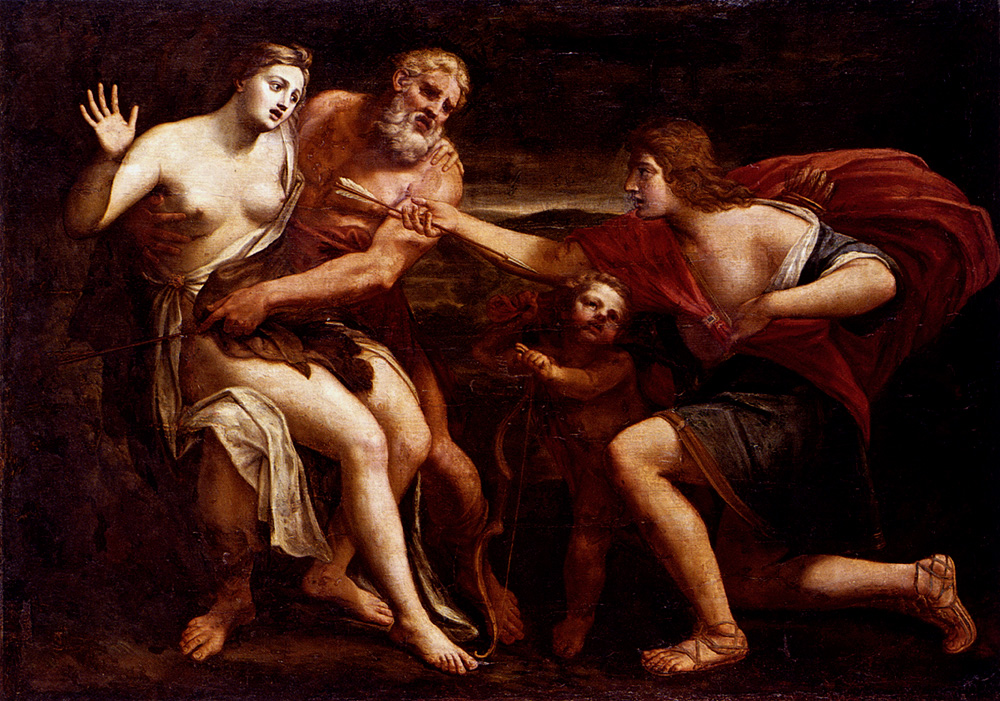
Цефал і Прокріда
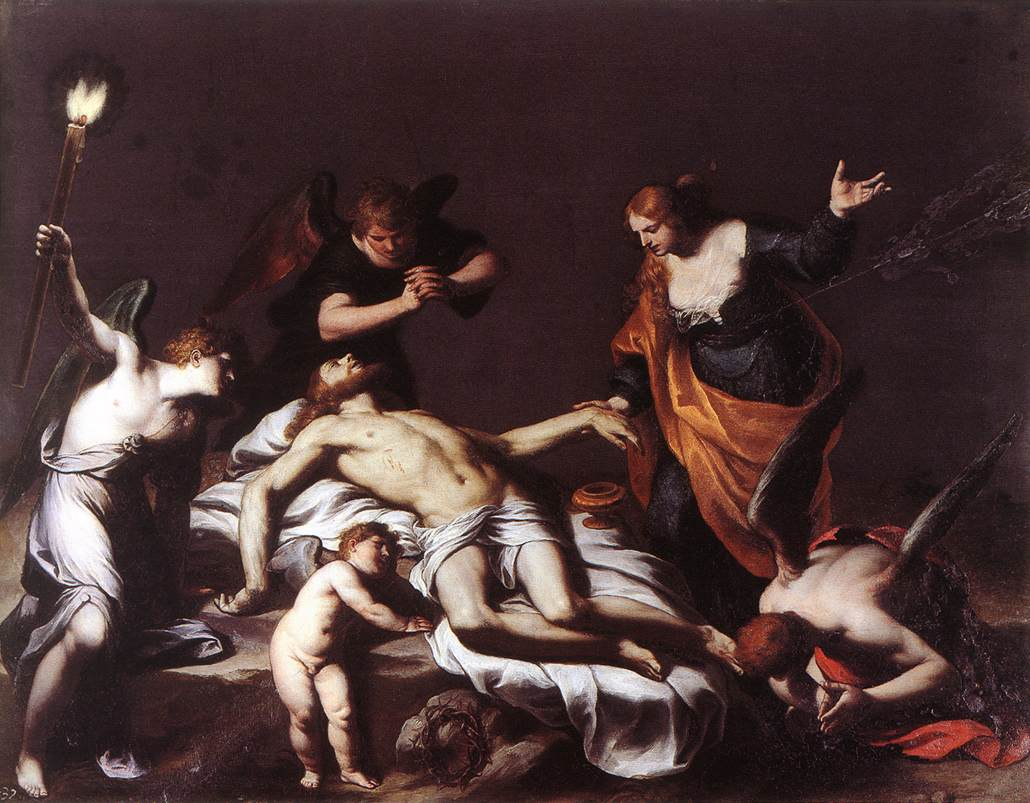
Оплакування Христа
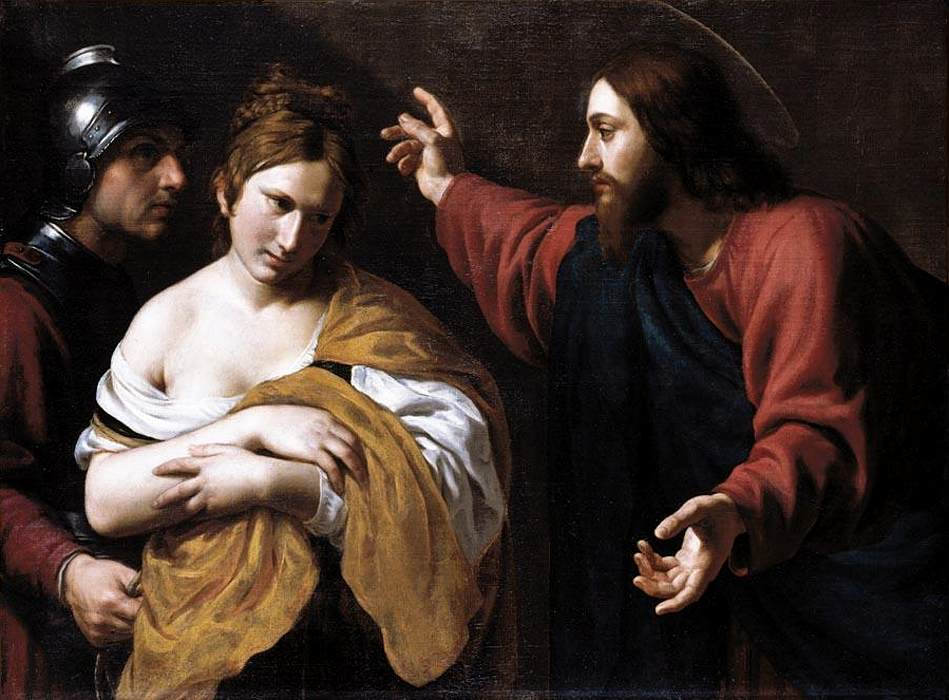
Христос і блудниця
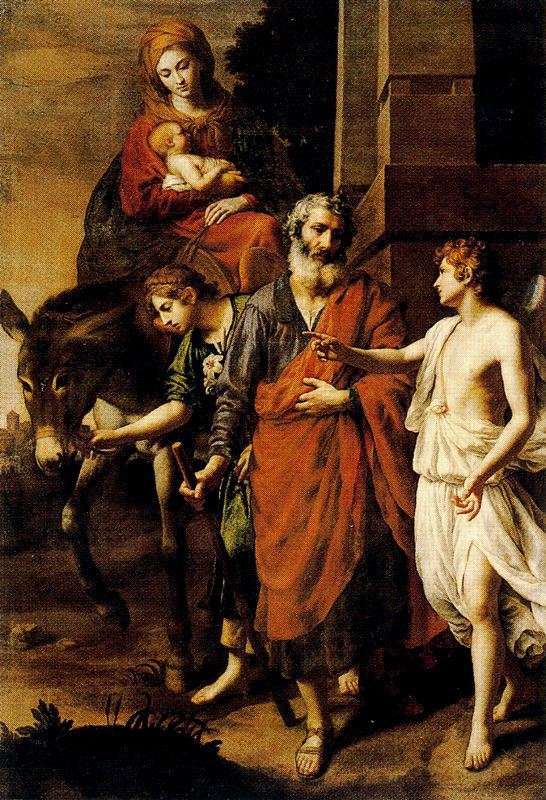
Втеча до Єгипту (Мадрид, Національний музей Прадо)
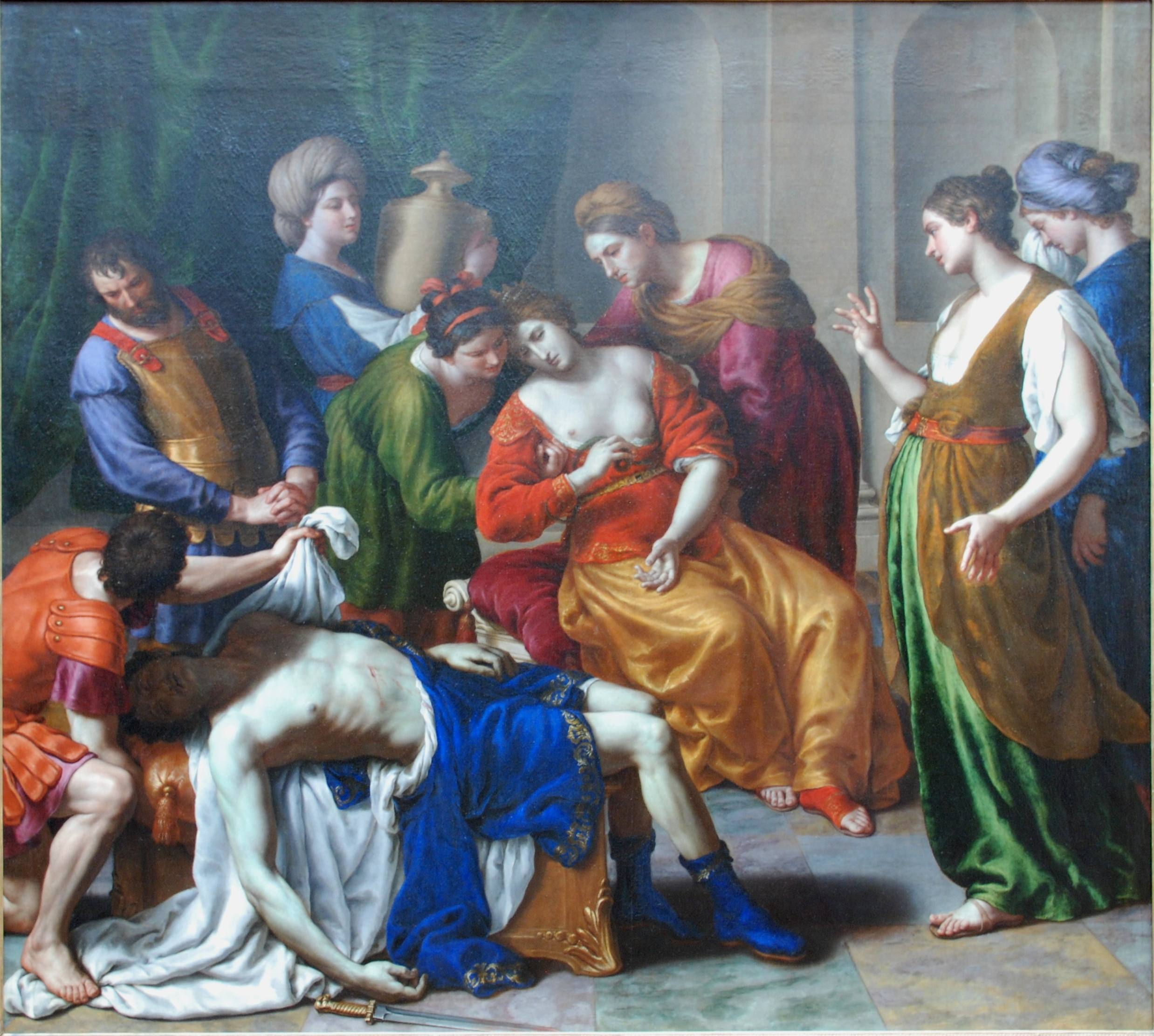
Смерть Клеопатри (бл. 1640)
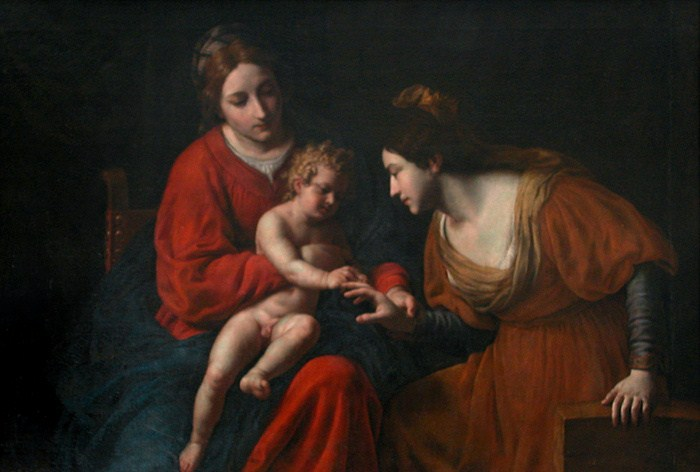
Містичний шлюб св. Катерини (Париж, Лувр)
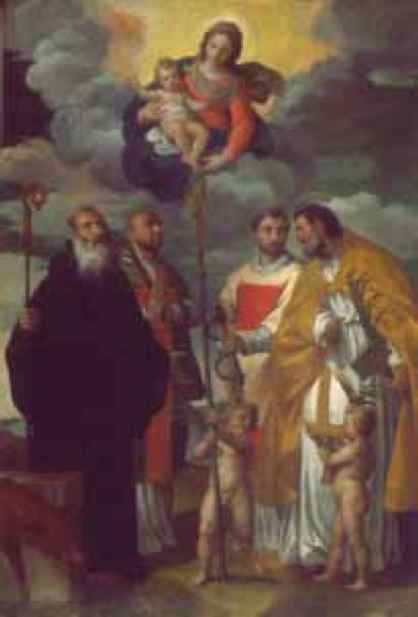
Богородиця у Славі
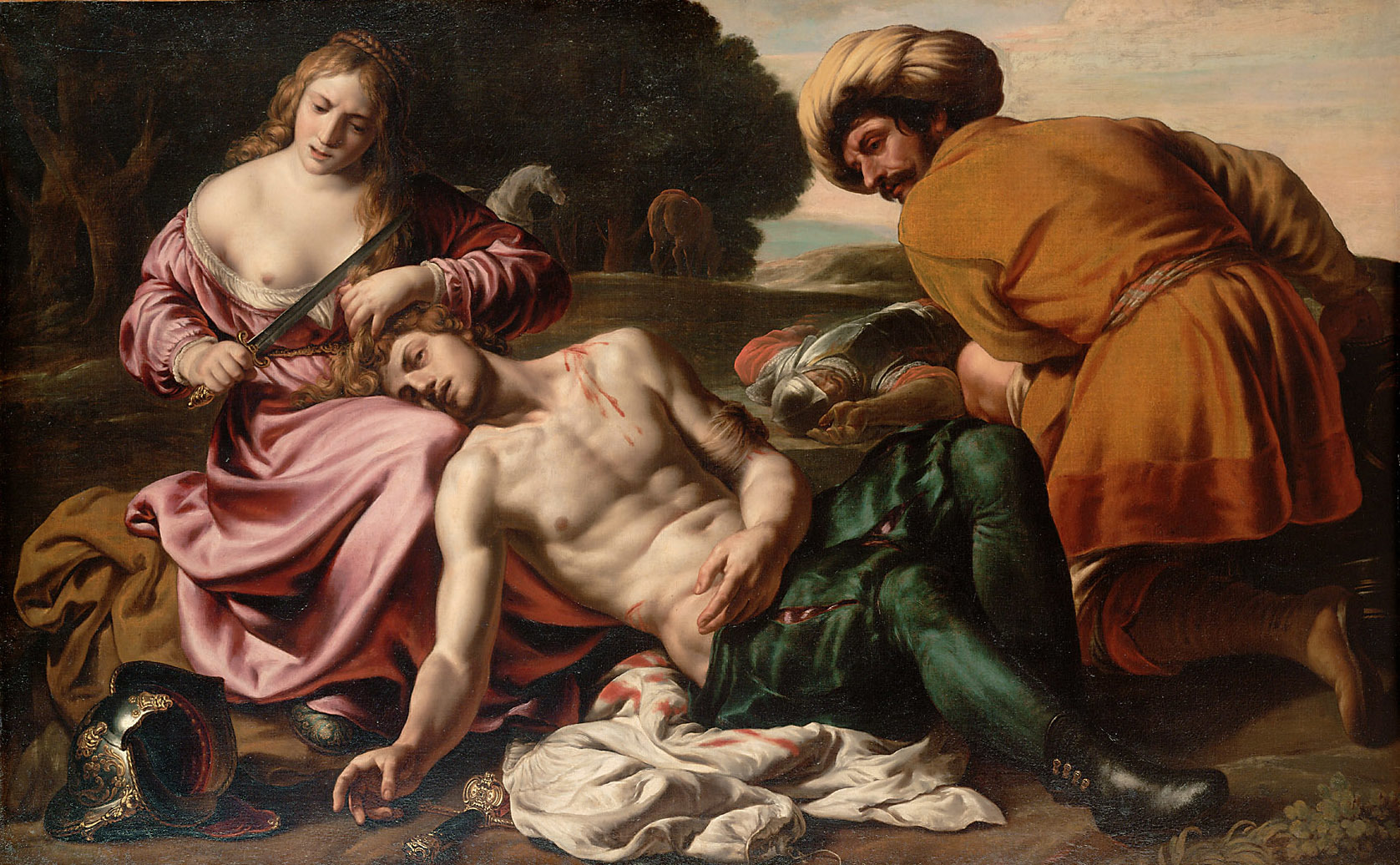
Танкред і Ермінія (бл. 1630)